# Naucelle
Naucelle (okzitanisch: Naucèla) ist eine französische Gemeinde im Département Aveyron mit 2.017 Einwohnern (Stand: 1. Januar 2022) in der Region Okzitanien. Sie gehört zum Arrondissement Villefranche-de-Rouergue und zum Kanton Ceor-Ségala. Die Einwohner werden Naucellois und Naucelloises genannt.

## Geografie
Naucelle liegt etwa 24 Kilometer südwestlich von Rodez im Zentralmassiv. Der Fluss Lieux fließt im Süden der Gemeinde. An der nordwestlichen Gemeindegrenze mündet das Flüsschen Vayre in den Lézert. Umgeben wird Naucelle von den Nachbargemeinden Quins im Norden, Camboulazet im Nordosten, Camjac im Osten und Südosten, Tauriac-de-Naucelle im Süden, Cabanès im Westen sowie Sauveterre-de-Rouergue im Nordwesten.
Der Ort erhielt die Auszeichnung „Zwei Blumen“, die vom Conseil national des villes et villages fleuris (CNVVF) im Rahmen des jährlichen Wettbewerbs der blumengeschmückten Städte und Ortschaften verliehen wird.

## Bevölkerungsentwicklung
| Jahr      | 1962 | 1968 | 1975 | 1982 | 1990 | 1999 | 2006 | 2012 | 2019 |
| --------- | ---- | ---- | ---- | ---- | ---- | ---- | ---- | ---- | ---- |
| Einwohner | 1785 | 1989 | 2157 | 2076 | 1929 | 1796 | 1944 | 1954 | 2007 |

## Verkehr

Die Gemeinde ist mit dem Label Village étape versehen.

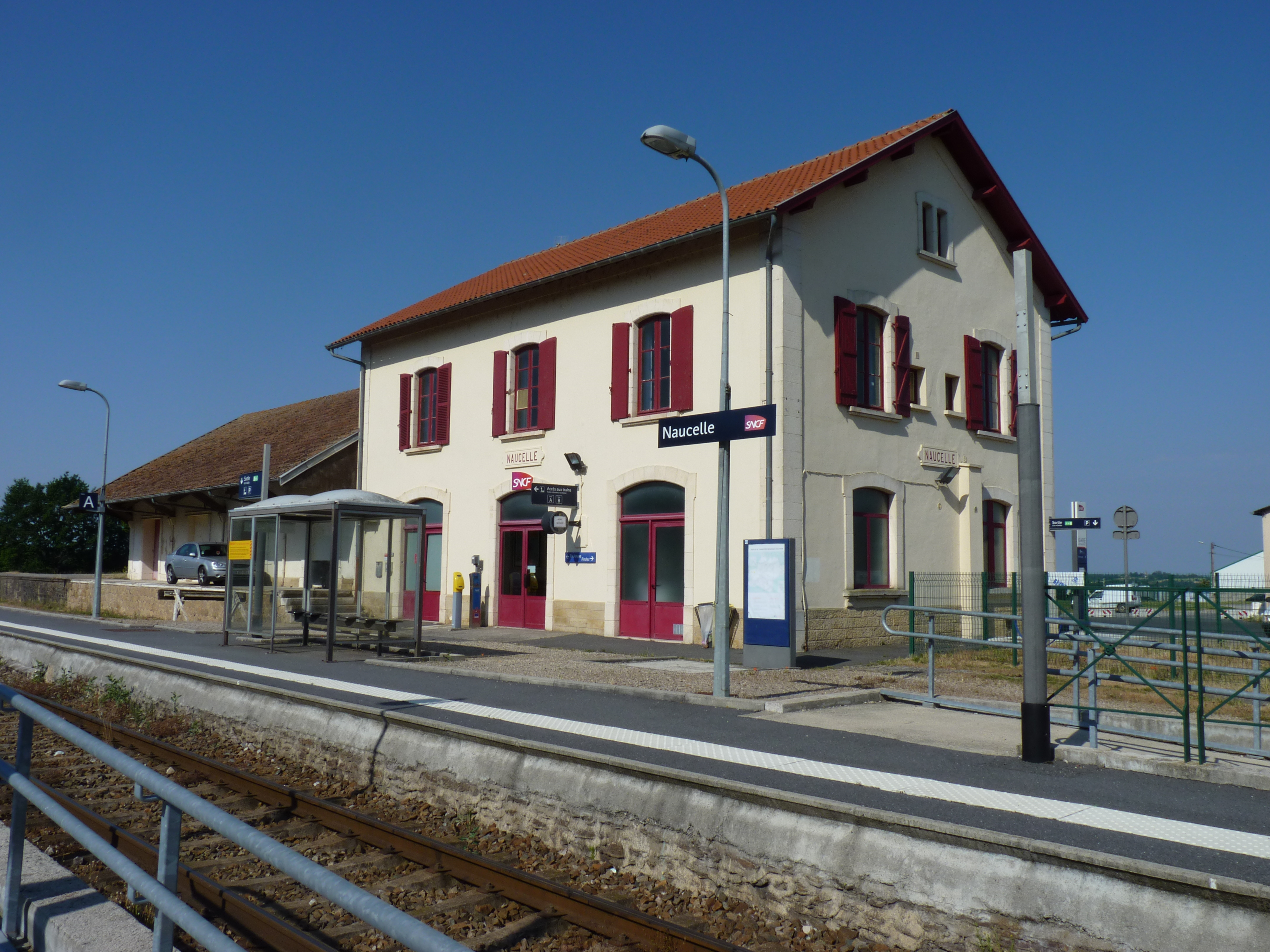
Bahnhofsgebäude

Durch die Gemeinde führen die frühere Route nationale 597 (heutige D997) und die Route nationale 88.
Naucelle hat südöstlich der Ortslage einen Bahnhof an der Bahnstrecke Castelnaudary–Rodez und wird im Regionalverkehr von Zügen des TER Occitanie zwischen dem Bahnhof Toulouse-Matabiau und Rodez bedient.

## Sehenswürdigkeiten
- Kirche Saint-Martin, im 13. Jahrhundert von Mönchen des Klosters Bonnecombe errichtet, im 15. Jahrhundert umgestaltet
- Engländerpforte (Porte du Anglais) aus dem 15. Jahrhundert, Rest der Ortsbefestigung, im 17. Jahrhundert auf Weisung des Königs zerstört, seit 1978 als Monument historique eingetragen

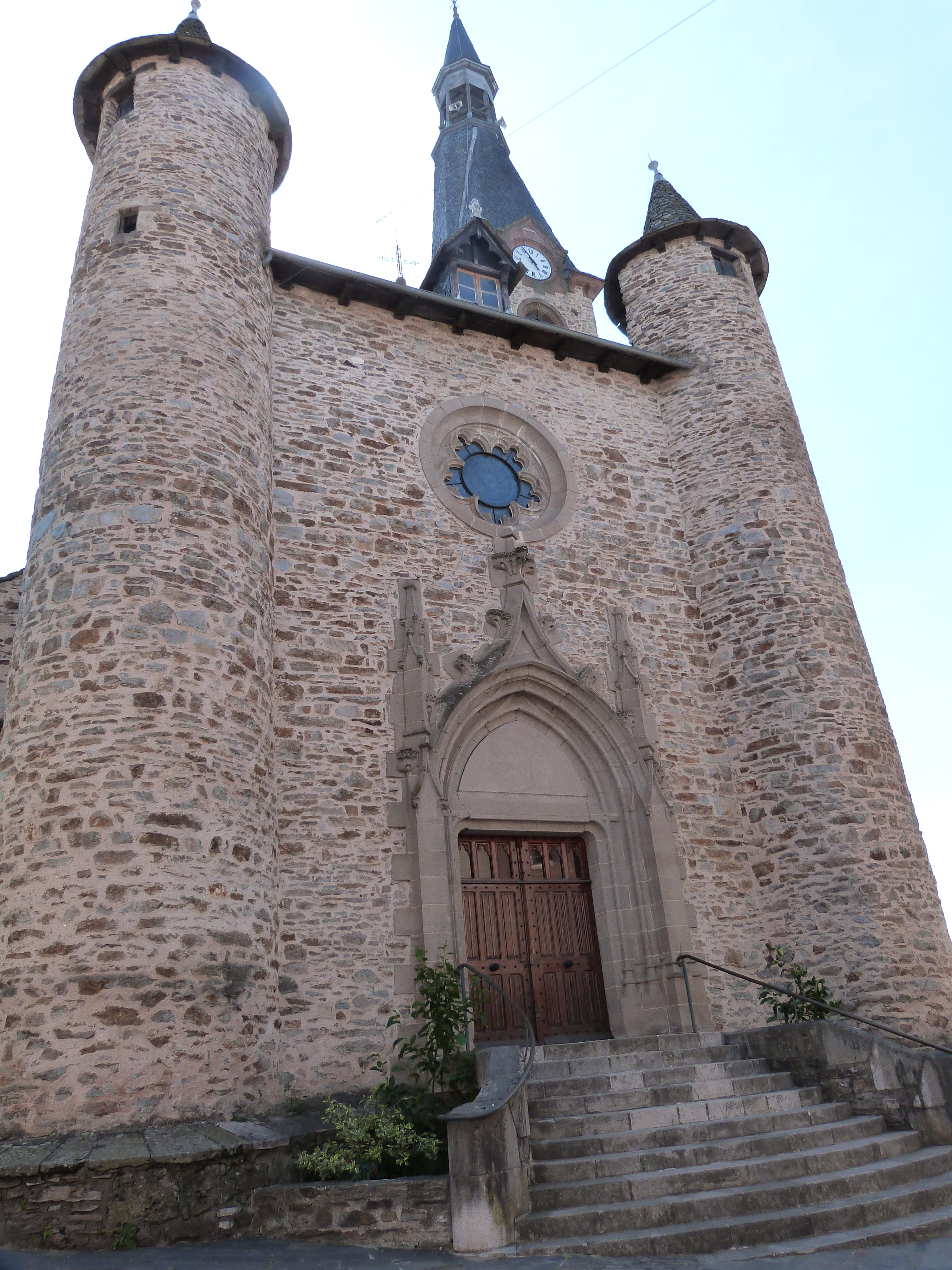
Kirche Saint-Martin
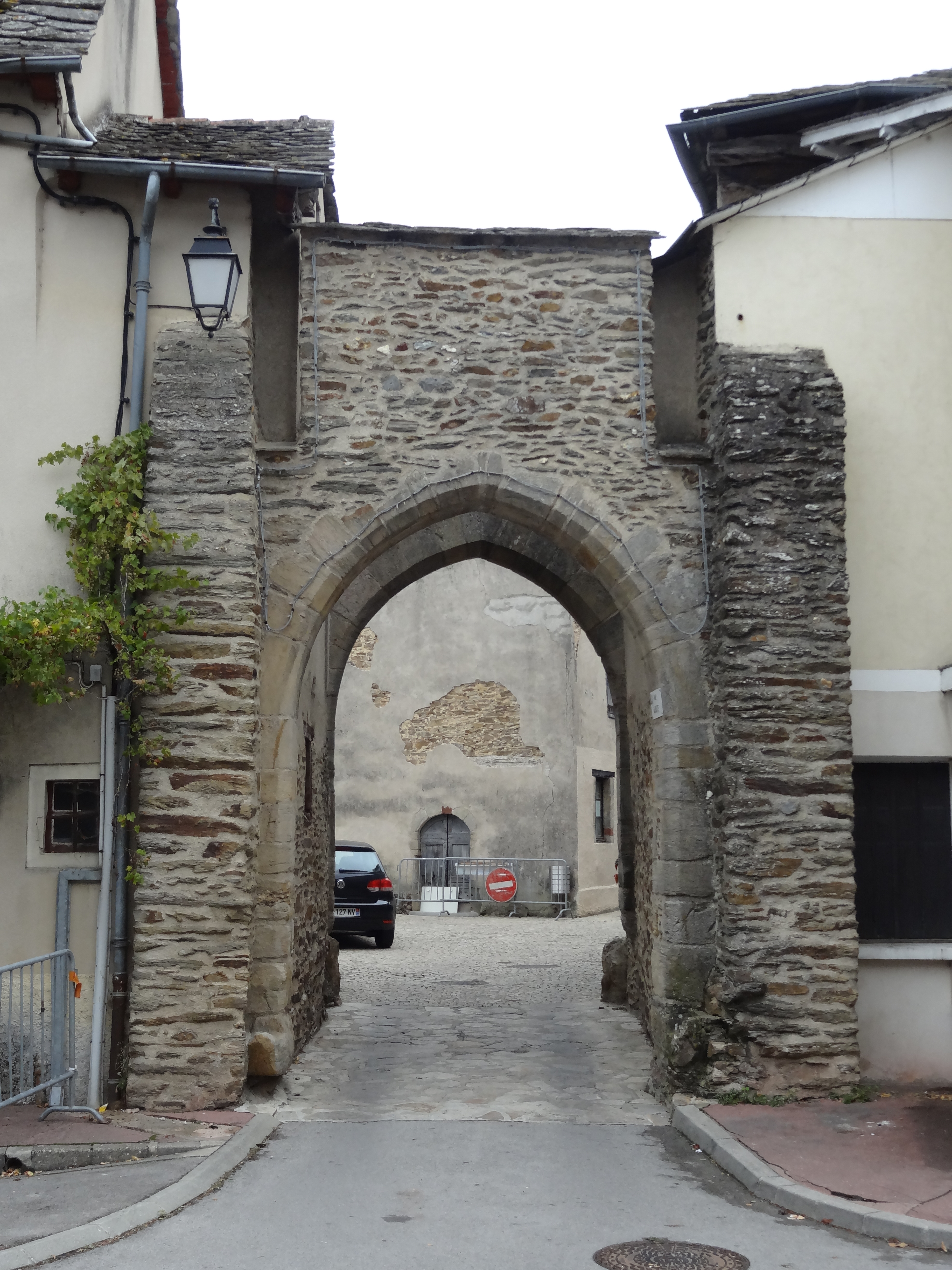
Porte du Anglais

## Städtepartnerschaft
Mit der französischen Stadt Mèze im Département Hérault besteht eine Städtepartnerschaft.